# Лочінвар (національний парк)
Національний парк Лочінвар розташований в Замбії, на південний захід від столиці країни Лусаки  на південному березі річки Кафуе.

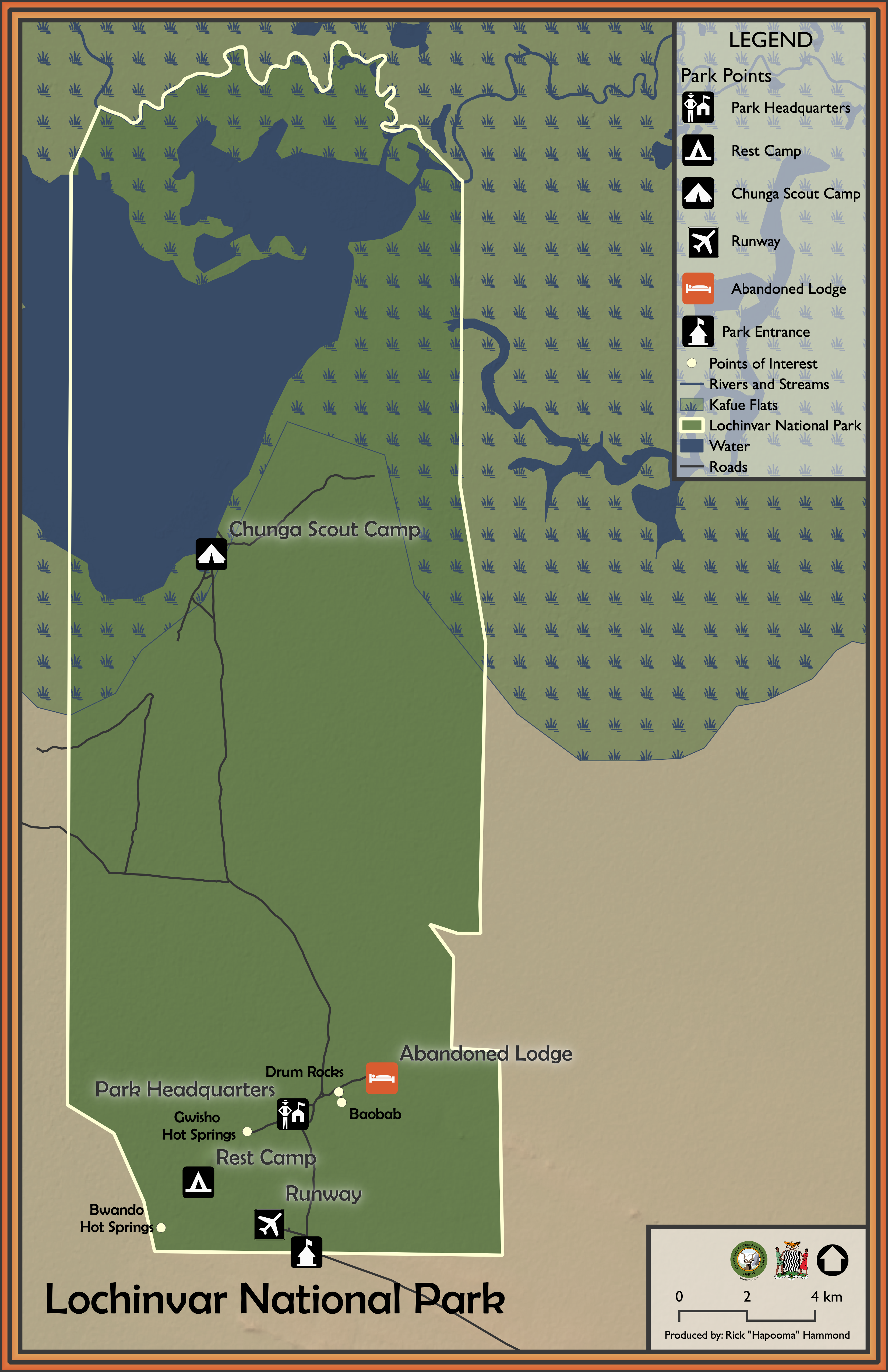
Карта національного парку Лочінвар

Середовище існування, яке охороняє національний парк Лочінвар — це велика частина південної заплави річки Кафує, включаючи лагуну Чунга, і більш сухі ліси, де у ландшафті переважають термітники.
У Лочінварі також є гарячі джерела, залишки поселення епохи неоліту та село залізного віку на пагорбі Себанзі, також відоме своїми печерами, стародавнім баобабом і дикою природою.

Захищені території Кафуе Флетс

Північна межа парку проходить по річці Кафуе. На півдні — лісисті височини. Загальна площа парку становить 428 квадратних кілометрів.
Парк дуже схожий на національний парк Блакитна лагуна на іншому боці річки Кафуе на північній її частині. 
Лочінвар є колишнім ранчо, як національний парк було зареєстровано в 1972 році. Сьогодні Лочінвар відомий своїми стадами антилоп Кафуе Лечве та великими зграями водоплавних та коловодних птахами. Загалом тут зареєстровано понад 400 видів пернатих. Інші антилопи, знайдені тут, - блакитна антилопа гну, куду та орібі. Антилопи та птахи процвітають за відсутності більших хижаків, яких винищували скотарі в цьому районі. Південна частина парку, яка являє собою ділянку лісу, де переважають дерева Acacia albida та Combretum, захищена від повеней, які відбуваються в інших частинах парку. У цьому посушливішому районі мешкають такі види тварин, як бушбак, куду, павіан, кустарникова свиня і мавпа верветка. На болотах водиться велика кількість водоплавних птахів, у тому числі перелітних.
1. 1 2 3 4 5  Lochinvar National Park. Lochinvar National Park. Процитовано 16 липня 2013.
2. ↑  Lochinvar National Park. The Lochinvar National Park lies south west of Lusaka in Zambia, on the south side of the Kafue River. The national park straddles two. ww.en.freejournal.org (англ.). Архів оригіналу за 18 травня 2021. Процитовано 18 травня 2021.
3. ↑  Douthwaite, R. J. (January 1977). Filter‐feeding ducks of the Kafue Flats, Zambia, 1971–1973. Ibis. 119 (1): 44—66. doi:10.1111/j.1474-919X.1977.tb02044.x.